# Campeonato Europeo de Boxeo Aficionado de 1991
El XXIX Campeonato Europeo de Boxeo Aficionado se celebró en Gotemburgo (Suecia) entre el 7 y el 12 de mayo de 1991 bajo la organización de la Confederación Europea de Boxeo (EUBC) y la Federación Sueca de Boxeo Aficionado.

## Medallero
| Núm. | País           | Oro | Plata | Bronce | Total |
| ---- | -------------- | --- | ----- | ------ | ----- |
| 1    | URSS           | 3   | 3     | 3      | 9     |
| 2    | Alemania       | 2   | 4     | 2      | 8     |
| 3    | Bulgaria       | 2   | 0     | 3      | 5     |
| 4    | Países Bajos   | 1   | 2     | 0      | 3     |
| 5    | Hungría        | 1   | 0     | 3      | 4     |
| 6    | Rumania        | 1   | 0     | 2      | 3     |
| 7    | Suecia         | 1   | 0     | 1      | 2     |
| 8    | Irlanda        | 1   | 0     | 0      | 1     |
| 9    | Italia         | 0   | 1     | 1      | 2     |
| 10   | Checoslovaquia | 0   | 1     | 0      | 1     |
| 10   | Grecia         | 0   | 1     | 0      | 1     |
| 12   | Polonia        | 0   | 0     | 2      | 2     |
| 12   | Yugoslavia     | 0   | 0     | 2      | 2     |
| 14   | Dinamarca      | 0   | 0     | 1      | 1     |
| 14   | Escocia        | 0   | 0     | 1      | 1     |
| 14   | Francia        | 0   | 0     | 1      | 1     |
| 14   | Inglaterra     | 0   | 0     | 1      | 1     |
| 14   | Noruega        | 0   | 0     | 1      | 1     |
|      | TOTAL          | 12  | 12    | 24     | 48    |